# TLC (Band)/Auszeichnungen für Musikverkäufe

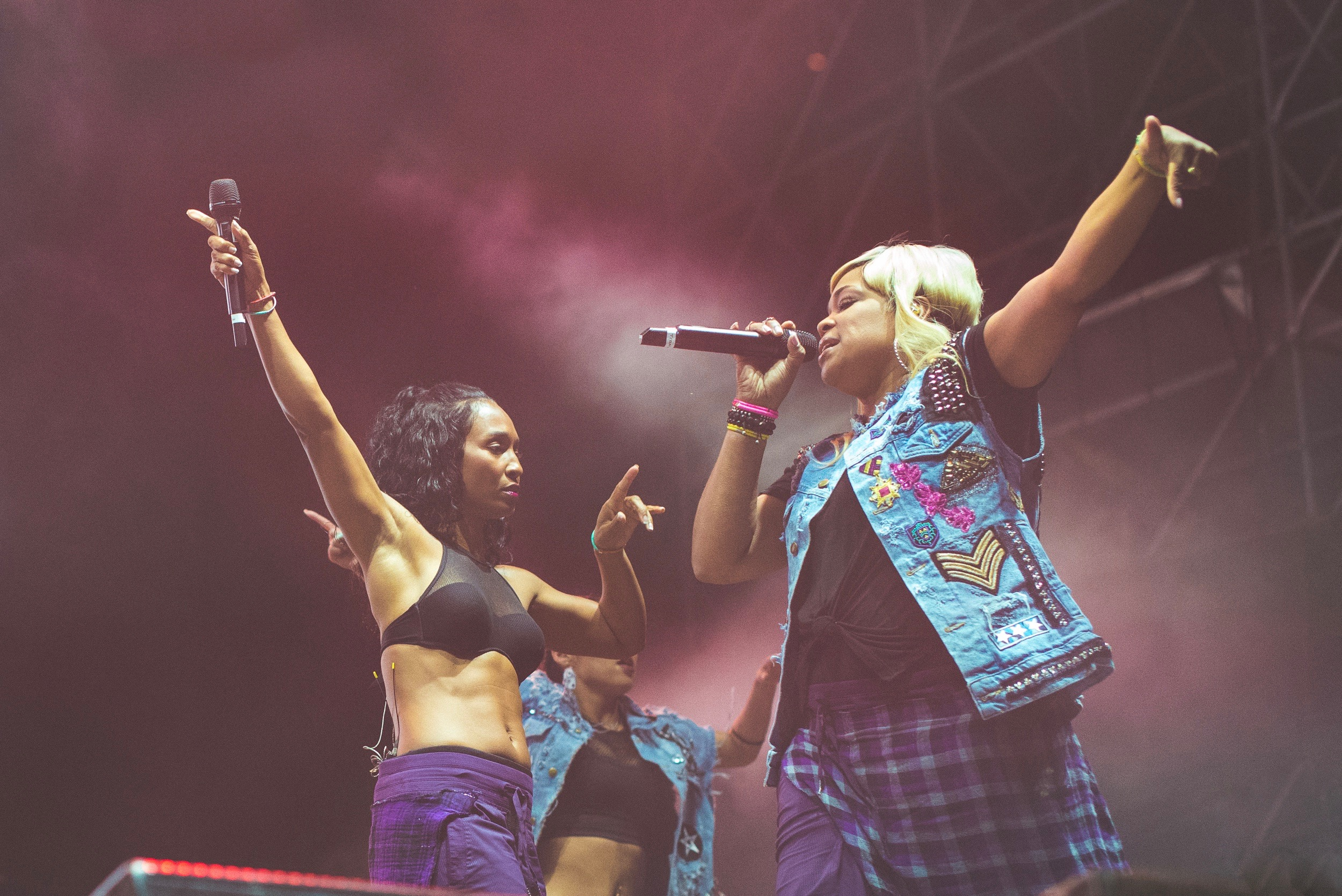
TLC (2016)

Dies ist eine Übersicht über die Auszeichnungen für Musikverkäufe der US-amerikanischen R&B- und Hip-Hop-Band TLC. Die Auszeichnungen finden sich nach ihrer Art (Gold, Platin usw.), nach Staaten getrennt in alphabetischer Reihenfolge, geordnet sowie nach den Tonträgern selbst in chronologischer Reihenfolge, getrennt nach Medium (Alben, Singles usw.), wieder.

## Auszeichnungen
| - Vereinigtes Königreich - 2013: für die Single Unpretty - 2013: für das Album Now and Forever: The Hits - 2022: für die Single Crooked Smile - 2023: für das Album 20 - Australien - 1996: für die Single Diggin’ on You - Belgien - 1999: für das Album FanMail - Dänemark - 2023: für die Single Waterfalls - Deutschland - 1996: für die Single Waterfalls - 2022: für die Single No Scrubs - Frankreich - 1999: für das Album FanMail - 1999: für die Single No Scrubs - Italien - 2019: für die Single No Scrubs - Japan - 2002: für die Single Ain’t 2 Proud 2 Beg - Kanada - 2019: für die Single Creep - Neuseeland - 1995: für die Single Red Light Special - 1996: für die Single Diggin’ on You - 1999: für die Single Unpretty - Niederlande - 1995: für das Album CrazySexyCool - Österreich - 1996: für das Album CrazySexyCool - Schweden - 1999: für die Single No Scrubs - Schweiz - 1999: für das Album FanMail - Spanien - 2024: für die Single No Scrubs - Vereinigte Staaten - 1992: für die Single What About Your Friends - 1995: für die Single Red Light Special - 1996: für die Single Diggin’ on You - 1999: für die Single Unpretty - 1999: für die Videoalbum Crazy Video Cool - 2003: für die Videosingle Hands Up / Girl Talk - Vereinigtes Königreich - 2024: für die Single Creep | - Australien - 1995: für die Single Waterfalls - 1999: für das Album FanMail - 1999: für die Single No Scrubs - 1999: für die Single Unpretty - Belgien - 1999: für die Single No Scrubs - Dänemark - 2023: für die Single No Scrubs - Europa - 1996: für das Album CrazySexyCool - 1999: für das Album FanMail - Japan - 2002: für das Album 3D - 2003: für das Album Now and Forever: The Hits - Kanada - 1993: für das Album Ooooooohhh… On the TLC Tip - 2019: für die Single Waterfalls - Neuseeland - 1995: für das Album CrazySexyCool - 1999: für das Album FanMail - 2020: für das Album 20 - 2022: für die Single Creep - Niederlande - 2000: für das Album FanMail - Norwegen - 1996: für die Single Waterfalls - Schweden - 2000: für die Single Unpretty - Vereinigte Staaten - 1992: für die Single Ain’t 2 Proud 2 Beg - 1992: für die Single Baby-Baby-Baby - 1995: für die Single Creep - 1995: für die Single Waterfalls - 2000: für das Album 3D - 2016: für die Single Crooked Smile - Vereinigtes Königreich - 1995: für das Album CrazySexyCool - 1999: für das Album FanMail | - Australien - 1996: für das Album CrazySexyCool - Japan - 1999: für das Album CrazySexyCool - Neuseeland - 2024: für die Single Crooked Smile - Vereinigtes Königreich - 2025: für die Single Waterfalls - Neuseeland - 2024: für die Single Waterfalls - Kanada - 1999: für das Album FanMail - Vereinigte Staaten - 1996: für das Album Ooooooohhh… On the TLC Tip - Vereinigte Staaten - 2020: für die Single No Scrubs - Vereinigtes Königreich - 2025: für die Single No Scrubs - Vereinigte Staaten - 2000: für das Album FanMail - Neuseeland - 2024: für die Single No Scrubs - Kanada - 1998: für das Album CrazySexyCool - Vereinigte Staaten - 2019: für das Album CrazySexyCool - Japan - 2002: für das Album FanMail |

## Auszeichnungen nach Alben

### Ooooooohhh... On the TLC Tip
| Land/Region               | Auszeichnungen für Musikverkäufe (Land/Region, Auszeichnung, Verkäufe) | Verkäufe  |
| ------------------------- | ---------------------------------------------------------------------- | --------- |
| Kanada (MC)               | Platin                                                                 | 100.000   |
| Vereinigte Staaten (RIAA) | 4× Platin                                                              | 4.000.000 |
| Insgesamt                 | 5× Platin ·                                                            | 4.100.000 |

### CrazySexyCool
| Land/Region                  | Auszeichnungen für Musikverkäufe (Land/Region, Auszeichnung, Verkäufe) | Verkäufe   |
| ---------------------------- | ---------------------------------------------------------------------- | ---------- |
| Australien (ARIA)            | 2× Platin                                                              | 140.000    |
| Europa (IFPI)                | Platin                                                                 | 1.000.000  |
| Japan (RIAJ)                 | 2× Platin                                                              | 400.000    |
| Kanada (MC)                  | 8× Platin                                                              | 800.000    |
| Neuseeland (RMNZ)            | Platin                                                                 | 15.000     |
| Niederlande (NVPI)           | Gold                                                                   | (50.000)   |
| Österreich (IFPI)            | Gold                                                                   | (25.000)   |
| Vereinigte Staaten (RIAA)    | 12× Platin                                                             | 12.000.000 |
| Vereinigtes Königreich (BPI) | Platin                                                                 | (300.000)  |
| Insgesamt                    | 2× Gold · 17× Platin · 1× Diamant ·                                    | 14.355.000 |

### FanMail
| Land/Region                  | Auszeichnungen für Musikverkäufe (Land/Region, Auszeichnung, Verkäufe) | Verkäufe  |
| ---------------------------- | ---------------------------------------------------------------------- | --------- |
| Australien (ARIA)            | Platin                                                                 | 70.000    |
| Belgien (BRMA)               | Gold                                                                   | (25.000)  |
| Europa (IFPI)                | Platin                                                                 | 1.000.000 |
| Frankreich (SNEP)            | Gold                                                                   | (100.000) |
| Japan (RIAJ)                 | Diamant                                                                | 1.000.000 |
| Kanada (MC)                  | 4× Platin                                                              | 400.000   |
| Neuseeland (RMNZ)            | Platin                                                                 | 15.000    |
| Niederlande (NVPI)           | Platin                                                                 | (80.000)  |
| Schweiz (IFPI)               | Gold                                                                   | (25.000)  |
| Vereinigte Staaten (RIAA)    | 6× Platin                                                              | 6.000.000 |
| Vereinigtes Königreich (BPI) | Platin                                                                 | (300.000) |
| Insgesamt                    | 3× Gold · 15× Platin · 1× Diamant ·                                    | 8.485.000 |

### 3D
| Land/Region               | Auszeichnungen für Musikverkäufe (Land/Region, Auszeichnung, Verkäufe) | Verkäufe  |
| ------------------------- | ---------------------------------------------------------------------- | --------- |
| Japan (RIAJ)              | Platin                                                                 | 200.000   |
| Vereinigte Staaten (RIAA) | Platin                                                                 | 1.000.000 |
| Insgesamt                 | 2× Platin ·                                                            | 1.200.000 |

### Now and Forever: The Hits
| Land/Region                  | Auszeichnungen für Musikverkäufe (Land/Region, Auszeichnung, Verkäufe) | Verkäufe |
| ---------------------------- | ---------------------------------------------------------------------- | -------- |
| Japan (RIAJ)                 | Platin                                                                 | 250.000  |
| Vereinigte Staaten (RIAA)    | —                                                                      | 20.000   |
| Vereinigtes Königreich (BPI) | Silber                                                                 | 60.000   |
| Insgesamt                    | 1× Silber · 1× Platin ·                                                | 330.000  |

### 20
| Land/Region                  | Auszeichnungen für Musikverkäufe (Land/Region, Auszeichnung, Verkäufe) | Verkäufe |
| ---------------------------- | ---------------------------------------------------------------------- | -------- |
| Neuseeland (RMNZ)            | Platin                                                                 | 15.000   |
| Vereinigtes Königreich (BPI) | Silber                                                                 | 60.000   |
| Insgesamt                    | 1× Silber · 1× Platin ·                                                | 75.000   |

### TLC
| Land/Region               | Auszeichnungen für Musikverkäufe (Land/Region, Auszeichnung, Verkäufe) | Verkäufe |
| ------------------------- | ---------------------------------------------------------------------- | -------- |
| Vereinigte Staaten (RIAA) | —                                                                      | 12.000   |
| Insgesamt                 | —                                                                      | 12.000   |

## Auszeichnungen nach Singles

### Ain’t 2 Proud 2 Beg
| Land/Region               | Auszeichnungen für Musikverkäufe (Land/Region, Auszeichnung, Verkäufe) | Verkäufe  |
| ------------------------- | ---------------------------------------------------------------------- | --------- |
| Japan (RIAJ)              | Gold                                                                   | 50.000    |
| Vereinigte Staaten (RIAA) | Platin                                                                 | 1.000.000 |
| Insgesamt                 | 1× Gold · 1× Platin ·                                                  | 1.050.000 |

### Baby-Baby-Baby
| Land/Region               | Auszeichnungen für Musikverkäufe (Land/Region, Auszeichnung, Verkäufe) | Verkäufe  |
| ------------------------- | ---------------------------------------------------------------------- | --------- |
| Vereinigte Staaten (RIAA) | Platin                                                                 | 1.000.000 |
| Insgesamt                 | 1× Platin ·                                                            | 1.000.000 |

### What About Your Friends
| Land/Region               | Auszeichnungen für Musikverkäufe (Land/Region, Auszeichnung, Verkäufe) | Verkäufe |
| ------------------------- | ---------------------------------------------------------------------- | -------- |
| Vereinigte Staaten (RIAA) | Gold                                                                   | 500.000  |
| Insgesamt                 | 1× Gold ·                                                              | 500.000  |

### Creep
| Land/Region                  | Auszeichnungen für Musikverkäufe (Land/Region, Auszeichnung, Verkäufe) | Verkäufe  |
| ---------------------------- | ---------------------------------------------------------------------- | --------- |
| Kanada (MC)                  | Gold                                                                   | 40.000    |
| Neuseeland (RMNZ)            | Platin                                                                 | 30.000    |
| Vereinigte Staaten (RIAA)    | Platin                                                                 | 1.000.000 |
| Vereinigtes Königreich (BPI) | Gold                                                                   | 400.000   |
| Insgesamt                    | 2× Gold · 2× Platin ·                                                  | 1.470.000 |

### Red Light Special
| Land/Region               | Auszeichnungen für Musikverkäufe (Land/Region, Auszeichnung, Verkäufe) | Verkäufe |
| ------------------------- | ---------------------------------------------------------------------- | -------- |
| Neuseeland (RMNZ)         | Gold                                                                   | 5.000    |
| Vereinigte Staaten (RIAA) | Gold                                                                   | 700.000  |
| Insgesamt                 | 2× Gold ·                                                              | 705.000  |

### Waterfalls
| Land/Region                  | Auszeichnungen für Musikverkäufe (Land/Region, Auszeichnung, Verkäufe) | Verkäufe  |
| ---------------------------- | ---------------------------------------------------------------------- | --------- |
| Australien (ARIA)            | Platin                                                                 | 70.000    |
| Dänemark (IFPI)              | Gold                                                                   | 45.000    |
| Deutschland (BVMI)           | Gold                                                                   | 250.000   |
| Kanada (MC)                  | Platin                                                                 | 80.000    |
| Neuseeland (RMNZ)            | 3× Platin                                                              | 90.000    |
| Norwegen (IFPI)              | Platin                                                                 | 20.000    |
| Vereinigte Staaten (RIAA)    | Platin                                                                 | 1.000.000 |
| Vereinigtes Königreich (BPI) | 2× Platin                                                              | 1.200.000 |
| Insgesamt                    | 2× Gold · 9× Platin ·                                                  | 2.755.000 |

### Diggin’ on You
| Land/Region               | Auszeichnungen für Musikverkäufe (Land/Region, Auszeichnung, Verkäufe) | Verkäufe |
| ------------------------- | ---------------------------------------------------------------------- | -------- |
| Australien (ARIA)         | Gold                                                                   | 35.000   |
| Neuseeland (RMNZ)         | Gold                                                                   | 5.000    |
| Vereinigte Staaten (RIAA) | Gold                                                                   | 500.000  |
| Insgesamt                 | 3× Gold ·                                                              | 540.000  |

### No Scrubs
| Land/Region                  | Auszeichnungen für Musikverkäufe (Land/Region, Auszeichnung, Verkäufe) | Verkäufe  |
| ---------------------------- | ---------------------------------------------------------------------- | --------- |
| Australien (ARIA)            | Platin                                                                 | 70.000    |
| Belgien (BRMA)               | Platin                                                                 | 50.000    |
| Dänemark (IFPI)              | Platin                                                                 | 90.000    |
| Deutschland (BVMI)           | Gold                                                                   | 250.000   |
| Frankreich (SNEP)            | Gold                                                                   | 250.000   |
| Italien (FIMI)               | Gold                                                                   | 25.000    |
| Neuseeland (RMNZ)            | 7× Platin                                                              | 210.000   |
| Schweden (IFPI)              | Gold                                                                   | 15.000    |
| Spanien (Promusicae)         | Gold                                                                   | 30.000    |
| Vereinigte Staaten (RIAA)    | 5× Platin                                                              | 5.000.000 |
| Vereinigtes Königreich (BPI) | 5× Platin                                                              | 3.000.000 |
| Insgesamt                    | 5× Gold · 20× Platin ·                                                 | 8.990.000 |

### Unpretty
| Land/Region                  | Auszeichnungen für Musikverkäufe (Land/Region, Auszeichnung, Verkäufe) | Verkäufe |
| ---------------------------- | ---------------------------------------------------------------------- | -------- |
| Australien (ARIA)            | Platin                                                                 | 70.000   |
| Neuseeland (RMNZ)            | Gold                                                                   | 5.000    |
| Schweden (IFPI)              | Platin                                                                 | 30.000   |
| Vereinigte Staaten (RIAA)    | Gold                                                                   | 500.000  |
| Vereinigtes Königreich (BPI) | Silber                                                                 | 200.000  |
| Insgesamt                    | 1× Silber · 2× Gold · 2× Platin ·                                      | 805.000  |

### Crooked Smile
| Land/Region                  | Auszeichnungen für Musikverkäufe (Land/Region, Auszeichnung, Verkäufe) | Verkäufe  |
| ---------------------------- | ---------------------------------------------------------------------- | --------- |
| Neuseeland (RMNZ)            | 2× Platin                                                              | 60.000    |
| Vereinigte Staaten (RIAA)    | Platin                                                                 | 1.000.000 |
| Vereinigtes Königreich (BPI) | Silber                                                                 | 200.000   |
| Insgesamt                    | 1× Silber · 3× Platin ·                                                | 1.260.000 |

## Auszeichnungen nach Videoalben

### Crazy Video Cool
| Land/Region               | Auszeichnungen für Musikverkäufe (Land/Region, Auszeichnung, Verkäufe) | Verkäufe |
| ------------------------- | ---------------------------------------------------------------------- | -------- |
| Vereinigte Staaten (RIAA) | Gold                                                                   | 50.000   |
| Insgesamt                 | 1× Gold ·                                                              | 50.000   |

### Hands Up / Girl Talk
| Land/Region               | Auszeichnungen für Musikverkäufe (Land/Region, Auszeichnung, Verkäufe) | Verkäufe |
| ------------------------- | ---------------------------------------------------------------------- | -------- |
| Vereinigte Staaten (RIAA) | Gold                                                                   | 25.000   |
| Insgesamt                 | 1× Gold ·                                                              | 25.000   |

## Statistik und Quellen
| Land/RegionAuszeichnungen für Musikverkäufe (Land/Region, Auszeichnungen, Verkäufe, Quellen) | Silber     | Gold       | Platin       | Diamant     | Verkäufe    | Quellen                                                     |
| -------------------------------------------------------------------------------------------- | ---------- | ---------- | ------------ | ----------- | ----------- | ----------------------------------------------------------- |
| Australien (ARIA)                                                                            | —          | Gold1      | 6× Platin6   | —           | 455.000     | aria.com.au                                                 |
| Belgien (BRMA)                                                                               | —          | Gold1      | Platin1      | —           | 75.000      | ultratop.be                                                 |
| Dänemark (IFPI)                                                                              | —          | Gold1      | Platin1      | —           | 135.000     | ifpi.dk                                                     |
| Deutschland (BVMI)                                                                           | —          | 2× Gold2   | —            | —           | 500.000     | musikindustrie.de                                           |
| Europa (IFPI)                                                                                | —          | —          | 2× Platin2   | —           | (2.000.000) | ifpi.org (Memento vom 15. Oktober 2013 im Internet Archive) |
| Frankreich (SNEP)                                                                            | —          | 2× Gold2   | —            | —           | 350.000     | infodisc.fr                                                 |
| Italien (FIMI)                                                                               | —          | Gold1      | —            | —           | 25.000      | fimi.it                                                     |
| Japan (RIAJ)                                                                                 | —          | Gold1      | 4× Platin4   | Diamant1    | 1.900.000   | riaj.or.jp                                                  |
| Kanada (MC)                                                                                  | —          | Gold1      | 14× Platin14 | —           | 1.420.000   | musiccanada.com                                             |
| Neuseeland (RMNZ)                                                                            | —          | 3× Gold3   | 16× Platin16 | —           | 450.000     | aotearoamusiccharts.co.nz NZ2 NZ3                           |
| Niederlande (NVPI)                                                                           | —          | Gold1      | Platin1      | —           | 130.000     | nvpi.nl                                                     |
| Norwegen (IFPI)                                                                              | —          | —          | Platin1      | —           | 20.000      | ifpi.no (Memento vom 5. November 2012 im Internet Archive)  |
| Österreich (IFPI)                                                                            | —          | Gold1      | —            | —           | 25.000      | ifpi.at                                                     |
| Schweden (IFPI)                                                                              | —          | Gold1      | Platin1      | —           | 45.000      | sverigetopplistan.se                                        |
| Schweiz (IFPI)                                                                               | —          | Gold1      | —            | —           | 25.000      | hitparade.ch                                                |
| Spanien (Promusicae)                                                                         | —          | Gold1      | —            | —           | 30.000      | elportaldemusica.es                                         |
| Vereinigte Staaten (RIAA)                                                                    | —          | 6× Gold6   | 23× Platin23 | Diamant1    | 35.307.000  | riaa.com                                                    |
| Vereinigtes Königreich (BPI)                                                                 | 4× Silber4 | Gold1      | 9× Platin9   | —           | 5.720.000   | bpi.co.uk                                                   |
| Insgesamt                                                                                    | 4× Silber4 | 25× Gold25 | 79× Platin79 | 2× Diamant2 |             |                                                             |